# Emissione congiunta
Per emissione congiunta (in inglese Joint issue, in francese Émission conjoint) si intende un'emissione di francobolli o di altri valori postali concordata fra due o più Paesi per celebrare un personaggio o un avvenimento comune. Queste emissioni servono a sottolineare ed a rafforzare l'amicizia fra i paesi partecipanti oltre a far conoscere i propri francobolli ai collezionisti degli altri paesi. Le emissioni congiunte sono cresciute notevolmente negli anni: dalle poco più di 20 del 2000 alle ca. 30 nel 2005, fino alle quasi 40 del 2009.

## Definizione
Caratteristica essenziale di un'emissione congiunta è che sia concordata fra le amministrazioni postali emittenti e che queste siano fra loro indipendenti. Ne consegue che le emissioni per celebrare un personaggio o un avvenimento che vengono emesse indipendentemente le une dalle altre non rientrano fra le emissioni congiunte, anche se vengono emesse negli stessi giorni ed hanno lo stesso disegno (es.: il logo della manifestazione).
Viceversa, rientrano fra le emissioni congiunte quelle che, pur non venendo concordate direttamente fra i vari paesi, vengono decise dagli organismi internazionali, quale PostEurop, di cui questi paesi fanno parte. Per cercare di mettere ordine nel settore, un'associazione internazionale di collezionisti di emissioni congiunte, ha proposto e coniato la seguente definizione:
(Joint Stamp Issues Society - JSIS)

## Classificazione
Un'emissione congiunta è normalmente costituita da uno o più francobolli ma può essere costituita anche da foglietti, libretti e interi postali. Nel caso di emissione congiunta fra due soli paesi, la configurazione tipica è costituita da una serie di due francobolli emessa negli stessi giorni dalle due amministrazioni interessate; le vignette dei due francobolli riportano ciascuna una caratteristica tipica di ognuno due paesi emittenti.
- 2007 – Germania-Lettonia: Patrimonio mondiale dell'UNESCO - Antiche città della Lega anseatica.

Due francobolli per paese, uno con monumenti di Riga (Lettonia) e l'altro con monumenti di Stralsund e Wismar (Germania).
| Germania | 65 cent (EUR) | Casa della confraternita delle Teste nere a Riga        |
| Germania | 70 cent (EUR) | Municipio di Stralsund e chiesa di San Giorgio a Wismar |
| Lettonia | 36 sant (LVL) | Casa della confraternita delle Teste nere a Riga        |
| Lettonia | 45 sant (LVL) | Municipio di Stralsund e chiesa di San Giorgio a Wismar |

È comunque frequente anche l'emissione di un solo francobollo con la stessa vignetta, tanto più se i paesi partecipanti sono più di due.
- 1997 – Germania-Polonia-Repubblica Ceca-Ungheria-Vaticano: Millenario del martirio di Sant'Adalberto di Praga.

Un francobollo per ciascun paese con la stessa effigie del santo.
La classificazione di queste emissioni si basa essenzialmente su tre elementi: l'accordo fra le amministrazioni postali, la vignetta e le date di emissione.

### Emissione unica
Si ha quando viene emesso uno stesso francobollo (o valore postale) utilizzabile in entrambi i paesi emettitori. È un caso molto raro di cui si hanno pochi esempi.
- 1995 – Liechtenstein-Svizzera: Relazioni fra i due paesi

Unico francobollo da 60 CHF con i nomi dei due paesi riportati sopra.

### Emissione siamese
Si ha quando i francobolli dei paesi partecipanti vengono emessi se-tenant oppure all'interno di uno stesso foglietto. Anche questa tipologia è poco comune.
- 1994 – Italia-San Marino: IX centenario della basilica di San Marco

Un foglietto contenente un francobollo di Italia e uno di San Marino, ciascuno da 750 lire e valido solo nel paese emittente.

### Emissione gemella
Si ha quando i francobolli (o gli altri valori postali) emessi sono identici, a parte la valuta e il nome del paese, e vengono emessi o lo stesso giorno o nel giro di qualche giorno.
È la tipologia di emissione congiunta più comune.
- 1940 – Grecia-Jugoslavia-Romania-Turchia: Anniversario della firma dell'Intesa balcanica nel 1934.

Due francobolli per paese riportanti ognuno gli stemmi dei quattro paesi. È la prima emissione gemella nota.
Tecnicamente, se la differenza fra le date di emissione è superiore ad una settimana, si parla non di emissione gemella ma di emissione concordata.

### Emissione parallela
Si tratta di francobolli emessi lo stesso giorno ma con disegni diversi.
- 1937 – Cecoslovacchia-Jugoslavia-Romania: Piccola Intesa

Due francobolli per paese rappresentanti famosi palazzi o chiese del paese emittente. È la prima emissione congiunta nota.
Anche in questo caso, se la differenza fra le date di emissione è superiore ad una settimana, si parla non di emissione parallela ma di emissione ritardata.

### Emissione territoriale
È un'emissione che coinvolge un paese e i territori da esso politicamente dipendenti (una volta detti colonie).

Non è un'emissione congiunta in quanto manca l'indipendenza fra i paesi emettitori. Se, però, i paesi dipendenti hanno amministrazioni postali autonome o all'emissione partecipano anche altri paesi non dipendenti, allora rientra in una delle categorie riportate sopra.

### Emissione omnibus
Si tratta di emissione di francobolli che celebrano uno stesso avvenimento, emessi da molti paesi (normalmente dell'ordine della decina) non per accordo fra le amministrazioni postali ma autonomamente o perché stampati da società che gestiscono, in maniera autonoma, le emissioni di valori postali di questi paesi.

### Emissione a tema
Si tratta di emissioni congiunte che, pur non derivando da un accordo fra i vari paesi partecipanti, vengono decise dalle organizzazioni internazionali (CEPT, PostEurop, Norden, UPAEP, Sepac) di cui questi paesi fanno parte.
- Europa: emissione annuale dei paesi aderenti a Cept dal 1956 al 1992 e aderenti a PostEurop dal 1993 in poi:
  - Dal 1956 al 1973 con l'eccezione del 1957, nel 1984 e nel 2000 con lo stesso soggetto (emissioni gemelle o concordate);
  - Nel 1957 e dal 1974 in poi con l'eccezione del 1984 e del 2000 con un tema comune ogni anno diverso (emissioni parallele anche se spesso le date di emissioni di alcuni paesi sono fra loro molto differenti);
- Norden: emissione periodica dei paesi del Consiglio nordico (biennale dal 2002):
  - Dal 1956 al 1977 con lo stesso soggetto (emissioni gemelle o concordate);
  - Dal 1980 in poi con un tema comune ogni volta diverso (emissioni parallele).
- America: emissione annuale dei paesi aderenti all'Upaep dal 1989 con un tema comune ogni anno diverso (emissioni parallele anche se spesso le date di emissioni di alcuni paesi sono molto differenti).
- Sepac: emissione biennale dei paesi aderenti a Sepac dal 2007 con un tema comune ogni volta diverso (emissioni parallele).